# Célestin-Marie Gaoua
Célestin-Marie Gaoua (ur. 6 kwietnia 1957 w Wahala) – togijski duchowny katolicki, biskup Sokodé od 2016.

## Życiorys
27 grudnia 1986 otrzymał święcenia kapłańskie i został inkardynowany do diecezji Atakpamé. Po święceniach pracował jako rektor diecezjalnych seminariów. W latach 1994–1999 studiował we Francji, a w kolejnych latach przebywał jako misjonarz fidei donum w diecezji Sokodé. W 2009 mianowany rektorem filozoficznej części seminarium krajowego w Tchitchao.
3 stycznia 2016 papież Franciszek mianował go biskupem Sokodé. Sakry udzielił mu 5 marca 2016 nuncjusz apostolski w Togo - arcybiskup Brian Udaigwe.